# 宋文華
宋文華（1996年9月2日—），為台灣臺東縣出身的職業棒球選手（投手），阿美族人，曾效力於美國職棒聖地牙哥教士的小聯盟系統中。目前效力於中華職棒味全龍。
其堂哥宋家豪，為日本職棒東北樂天金鷲的投手。

## 生平

### 進入職棒前
出生於臺東縣，幼時因父親北上赴桃園工作，故三級棒球時期與成棒皆在桃園發展。小學時曾代表台灣參與2009年威廉波特少棒賽，與隊友歐晉因表現良好而受到關注。進入高中後延續著出色的表現，自然吸引了球探注意，自身也有旅外的想法。
2014年底的黑豹旗賽事中，高三的宋文華投出了業餘時期的最快球速153km/h，超乎青棒水準的威力與身材條件無疑成為了同屆球員中的旅外熱門人選。2015年7月，高中畢業後據傳芝加哥小熊隊有意以125萬美元簽約金延攬，但最終並未成行，隨後進入國立體育大學就讀。

### 進入職棒後

#### 美國職棒時期
2016年7月，聖地牙哥教士以簽約金67.5萬美元簽下宋文華，為教士球團簽下的首位亞洲籍業餘球員，也是前旅美球員耿伯軒轉任球探後網羅的首名簽約球員，於同年9月前往指導聯盟報到。
2017年球季因球團更改投球姿勢的關係，宋文華全年並未於小聯盟的比賽登場。2018年投入小聯盟低階1A開始正式出賽，擔任中繼投手的位置。
2022年球季一舉從高階1A升上教士3A，距離大聯盟只差一步之遙。然而，同年6月21日遭到教士隊釋出並同時在個人IG正式宣布自己將參與2022年中華職棒選秀。

#### 中華職棒時期
2022年7月11日於中華職棒選秀會被統一7-ELEVEn獅隊以第4輪第26順位選中。9月8日統一7-ELEVEn獅隊和宋文華簽下2年4個月的複數約，2022年月薪為25萬元，2023年月薪升至27.5萬元，而2024年月薪則為30萬元。此外，依照合約內容3年共有300萬的激勵獎金，合約總值為1090萬元。
2023年，因在春訓時肩膀不適而未被球隊註冊，雖然8月時於登錄期限截止前被註冊，但因為投球強度不足而沒有一軍出賽機會。
2024年，在一軍僅出賽5場比賽，取得0勝1敗、防禦率3.60的成績。球季結束後未被放入60人名單，原本統一獅隊有意簽回，但最終選擇加入味全龍隊延續職棒生涯。

## 職棒生涯成績
| 年度 | 球隊           | 出賽 | 先發 | 勝投 | 敗投 | 中繼 | 救援 | 完投 | 完封 | 三振 | 四死 | 責失 | 投球局數 | 自責分率 | 被上壘率 |
| ---- | -------------- | ---- | ---- | ---- | ---- | ---- | ---- | ---- | ---- | ---- | ---- | ---- | -------- | -------- | -------- |
| 2022 | 統一7-ELEVEn獅 | 4    | 2    | 0    | 0    | 1    | 0    | 0    | 0    | 9    | 7    | 1    | 10.2     | 0.84     | 1.31     |
| 2024 | 統一7-ELEVEn獅 | 5    | 1    | 0    | 1    | 0    | 0    | 0    | 0    | 0    | 3    | 2    | 5.0      | 3.60     | 1.80     |
| 合計 | 2年            | 9    | 3    | 0    | 0    | 1    | 0    | 0    | 0    | 9    | 10   | 3    | 15.2     | 1.72     | 1.47     |

## 外部連結
- 宋文華在美國職棒官網（英语）
- 宋文華在中華職棒官網
- 宋文華在Baseball-Reference.com（小聯盟以及海外聯盟）（英语）
- 宋文華在ESPN（MLB）（英语）
- 宋文華的Facebook專頁
- 宋文華的Instagram帳戶
- 宋文華在台灣棒球維基館上的頁面（繁體中文）